# Метју Мичам
Метју Џон „Мет“ Мичам (енгл. Matthew John "Matt" Mitcham; Бризбејн, Аустралија, 2. март 1988) је аустралијски скакач у воду.

## Каријера
На Олимпијским играма 2008. у Пекингу освојио је златну медаљу у дисциплини 10 метара платформа. Мичам је први аустралијски спортиста који је освојио златну медаљу у скоковима у воду у мушкој конкуренцији још од Летњих олимпијских игара 1924, када је златну медаљу освојио Дик Ајв.
На Олимпијским играма у Пекингу, Мичам је био један од неколико отворено геј спортиста.
Након игара, Мичам је наступао на Светском првенству у скоковима у воду 2009, где је освојио бронзану медаљу у дисциплини 1 м даска. Следеће године, на Играма Комонвелта, освојио је четири сребрне медаље.